# جاكي جوينر كيرسي
جاكي جوينر كيرسي (Jackie Joyner-Kersee) هي لاعبة أولمبية لرياضة ألعاب القوى من الولايات المتحدة. شاركت في الأولمبياد الصيفي في 1984–1996، وفازت بما مجموعه 6 ميداليات.

## الميداليات
| ذهب | فضة | برونز | المجموع |
| 3   | 1   | 2     | 6       |

## روابط خارجية
- جاكي جوينر كيرسي على موقع الاتحاد الدولي لألعاب القوى (الإنجليزية)
- جاكي جوينر كيرسي على موقع الاتحاد الأمريكي لسباقات المضمار والميدان (الإنجليزية)
- جاكي جوينر كيرسي على موقع الاتحاد الأمريكي لسباقات المضمار والميدان، قاعة المشاهير (الإنجليزية)
- جاكي جوينر كيرسي على موقع كلية كرة السلة في سبورتس رفرنس.كوم (الإنجليزية)
- جاكي جوينر كيرسي على موقع اللجنة الأولمبية الدولية (الإنجليزية)
- جاكي جوينر كيرسي على موقع أوليمبيديا (الإنجليزية)
- جاكي جوينر كيرسي على موقع قاعة كاليفورنيا للمشاهير الرياضية (الإنجليزية)